# Hercules in New York
Hercules in New York (en España: Hércules en Nueva York) es una película estadounidense de 1970, del género de acción fantástica, dirigida por Arthur Allan Seidelman y escrita por Aubrey Wisberg, quien también se desempeñó como productor. Fue el primer largometraje que protagonizó el entonces desconocido Arnold Schwarzenegger, quien tenía aproximadamente 22 años cuando se produjo la película.

## Sinopsis
Hércules (Arnold Schwarzenegger) se aburre en el Olimpo y le pide a su padre Zeus que le deje pasar unas vacaciones en la Tierra. Zeus se niega, pero por la obstinación de Hércules al hablarle a su padre provoca que este le envíe a la Tierra y acabe en Nueva York. Su inexperiencia con la civilización humana y su arrogancia le causan muchos problemas, hasta que la hija de un profesor le ayuda en su adaptación. El problema ocurre cuando empieza a gustarle la vida entre los mortales y desea quedarse más tiempo, incluso cuando su padre envía a Némesis a castigarlo.

## Producción
Hércules en Nueva York fue el debut actoral de Arnold Schwarzenegger, que tenía 22 años. En ese momento vivía en Los Ángeles y se ganaba la vida dirigiendo un negocio de albañilería con su colega culturista Franco Columbu, mientras entrenaba con pesas y participaba en competiciones de culturismo. Schwarzenegger, que había expresado interés en seguir una carrera como actor, audicionó animado por su amigo, Reg Park, un exitoso culturista que había protagonizado una serie de exitosas películas de "Hércules" producidas en Italia. Según Schwarzenegger, durante su audición su agente dijo que tenía años de experiencia "escénica", es decir teatro, cuando sólo había aparecido en escenarios de culturismo.

La película supuso también el debut como director de Arthur Allan Seidelman, que hasta entonces sólo había dirigido teatro. La película se produjo de forma independiente con un presupuesto bajo y se filmó íntegramente en lugares reales de la ciudad de Nueva York. Varias escenas, incluida una elaborada persecución en carro, se rodaron sin permiso.

Al interpretar al personaje principal de la película, Schwarzenegger, debido a su largo apellido y al nombre del comediante Arnold Stang, miembro del elenco, se le acredita como "Arnold Strong 'Mr. Universe (Arnold, el Fuerte, Mister Universo)'". En el momento en que comenzó el rodaje, Schwarzenegger acababa de obtener el primer lugar en los Campeonatos del Universo tanto profesionales como amateurs. La producción de la película coincidió con su entrenamiento para la competición por segundo año consecutivo, y tras su finalización volvió a ganar el título profesional, superando a Park.

## El actor de voz de Arnold Schwarzenegger
Un actor de doblaje no acreditado dobló todas sus líneas de Schwarzenegger debido a su marcado acento austriaco, aunque en el DVD de Trimark tiene una pista de audio del "Diálogo en inglés original" con la voz de Arnold. Sin embargo, en la escena final de esa versión, la voz de Schwarzenegger no se restaura cuando Hércules habla con Pretzie a través de su pequeña radio de transistores, ya que esa escena fue filmada sin Schwarzenegger presente y la voz se agregó a través de un actor de doblaje.

## Recepción
La película recibió críticas muy negativas, con una calificación de 3.3/10 en IMDb.

## Lanzamiento
El 19 de octubre de 2006, el San Francisco Chronicle informó que el titular de los derechos Premiere Pictures estaba subastando los derechos de la película en eBay por una oferta mínima de 550.000 dólares.

## Reparto
- Arnold Schwarzenegger - Hércules (acreditado como Arnold Strong "Mr. Universe")
- Arnold Stang - Pretzie
- Deborah Loomis - Helen Camden
- James Karen - Profesor Camden
- Ernest Graves - Zeus
- Tanny McDonald - Juno
- Taina Elg - Némesis
- Michael Lipton - Plutón
- John Candy - Marinero